# Izvestija Glavnogo Botaničeskogo Sada SSSR
Izvestija Glavnogo Botaničeskogo Sada SSSR (abreviado Izv. Glavn. Bot. Sada S.S.S.R.) fue una revista con ilustraciones y descripciones botánicas editada en la URSS. Se publicaron cuatro números del 25 al 29 en los años 1926-30, con el nombre de Izvestiya Glavnogo Botaniceskago Sada SSSR. Bulletin du Jardin (Botanique) Principal de l'URSS. Leningrad [St. Petersburg]. Fue precedida por Izvestiya Glavnogo Botanicheskogo Sada RSFSR.